# ريتشارد شيلبي
ريتشارد شيلبي (بالإنجليزية: Richard Shelby)‏ هو محامي وسياسي أمريكي، ولد في 6 مايو 1934 في برمنغهام في الولايات المتحدة. حزبياً، نشط في الحزب الديمقراطي ( – 1994) والحزب الجمهوري (1994 – ).

## مناصب
- في انتخابات مجلس الشيوخ في الولايات المتحدة 1986 [الإنجليزية]‏، انتخب عضو مجلس الشيوخ الأمريكي عن دائرة Alabama ‏ وقد انضم خلال فترته النيابية [الإنجليزية]‏ (3 يناير 1991 – 3 يناير 1993) للكتلة البرلمانية الحزب الديمقراطي.
- في انتخابات مجلس الشيوخ في الولايات المتحدة 1992 [الإنجليزية]‏، انتخب عضو مجلس الشيوخ الأمريكي عن دائرة Alabama ‏ وقد انضم خلال فترته النيابية [الإنجليزية]‏ (5 يناير 1993 – 3 يناير 1995) للكتلة البرلمانية الحزب الجمهوري.
- في انتخابات مجلس الشيوخ في الولايات المتحدة 1992 [الإنجليزية]‏، انتخب عضو مجلس الشيوخ الأمريكي عن دائرة Alabama ‏ وقد انضم خلال فترته النيابية [الإنجليزية]‏ (3 يناير 1995 – 3 يناير 1997) للكتلة البرلمانية الحزب الجمهوري.
- في انتخابات مجلس الشيوخ في الولايات المتحدة 1992 [الإنجليزية]‏، انتخب عضو مجلس الشيوخ الأمريكي عن دائرة Alabama ‏ وقد انضم خلال فترته النيابية [الإنجليزية]‏ (3 يناير 1997 – 3 يناير 1999) للكتلة البرلمانية الحزب الجمهوري.
- في انتخابات مجلس الشيوخ في الولايات المتحدة 1998 [الإنجليزية]‏، انتخب عضو مجلس الشيوخ الأمريكي عن دائرة Alabama ‏ وقد انضم خلال فترته النيابية (6 يناير 1999 – 3 يناير 2001) للكتلة البرلمانية الحزب الجمهوري.
- في انتخابات مجلس الشيوخ في الولايات المتحدة 1998 [الإنجليزية]‏، انتخب عضو مجلس الشيوخ الأمريكي عن دائرة Alabama ‏ وقد انضم خلال فترته النيابية [الإنجليزية]‏ (3 يناير 2001 – 3 يناير 2003) للكتلة البرلمانية الحزب الجمهوري.
- في انتخابات مجلس الشيوخ في الولايات المتحدة 1998 [الإنجليزية]‏، انتخب عضو مجلس الشيوخ الأمريكي عن دائرة Alabama ‏ وقد انضم خلال فترته النيابية [الإنجليزية]‏ (3 يناير 2003 – 3 يناير 2005) للكتلة البرلمانية الحزب الجمهوري.
- في انتخابات مجلس الشيوخ في الولايات المتحدة 2004 [الإنجليزية]‏، انتخب عضو مجلس الشيوخ الأمريكي عن دائرة Alabama ‏ وقد انضم خلال فترته النيابية [الإنجليزية]‏ (4 يناير 2005 – 3 يناير 2007) للكتلة البرلمانية الحزب الجمهوري.
- في انتخابات مجلس الشيوخ في الولايات المتحدة 2004 [الإنجليزية]‏، انتخب عضو مجلس الشيوخ الأمريكي عن دائرة Alabama ‏ وقد انضم خلال فترته النيابية [الإنجليزية]‏ (3 يناير 2007 – 3 يناير 2009) للكتلة البرلمانية الحزب الجمهوري.
- في انتخابات مجلس الشيوخ في الولايات المتحدة 2004 [الإنجليزية]‏، انتخب عضو مجلس الشيوخ الأمريكي عن دائرة Alabama ‏ وقد انضم خلال فترته النيابية [الإنجليزية]‏ (3 يناير 2009 – 3 يناير 2011) للكتلة البرلمانية الحزب الجمهوري.
- في انتخابات مجلس الشيوخ في الولايات المتحدة 2010 [الإنجليزية]‏، انتخب عضو مجلس الشيوخ الأمريكي عن دائرة Alabama ‏ وقد انضم خلال فترته النيابية [الإنجليزية]‏ (5 يناير 2011 – 3 يناير 2013) للكتلة البرلمانية الحزب الجمهوري.
- في انتخابات مجلس الشيوخ في الولايات المتحدة 2010 [الإنجليزية]‏، انتخب عضو مجلس الشيوخ الأمريكي عن دائرة Alabama ‏ وقد انضم خلال فترته النيابية (3 يناير 2013 – 3 يناير 2015) للكتلة البرلمانية الحزب الجمهوري.
- في انتخابات مجلس الشيوخ في الولايات المتحدة 2010 [الإنجليزية]‏، انتخب عضو مجلس الشيوخ الأمريكي عن دائرة Alabama ‏ وقد انضم خلال فترته النيابية [الإنجليزية]‏ (3 يناير 2015 – 3 يناير 2017) للكتلة البرلمانية الحزب الجمهوري.
- في انتخابات مجلس الشيوخ في الولايات المتحدة 2016 [الإنجليزية]‏، انتخب عضو مجلس الشيوخ الأمريكي عن دائرة Alabama ‏ وقد انضم خلال فترته النيابية [الإنجليزية]‏ (3 يناير 2017 – 3 يناير 2019) للكتلة البرلمانية الحزب الجمهوري.
- انتخب مفوض [الإنجليزية]‏ (1966 – 1970).
- انتخب مدع (1963 – 1971).
- انتخب عضو مجلس ولاية ألاباما (1971 – 3 يناير 1979).
- انتخب عضو مجلس النواب الأمريكي عن دائرة Alabama's 7th congressional district [الإنجليزية]‏ (3 يناير 1979 – 3 يناير 1987).
- انتخب عضو مجلس الشيوخ الأمريكي عن دائرة ألاباما (3 يناير 1987 – ).

## وصلات خارجية
- الموقع الرسمي